# Carl August aus dem Winckel

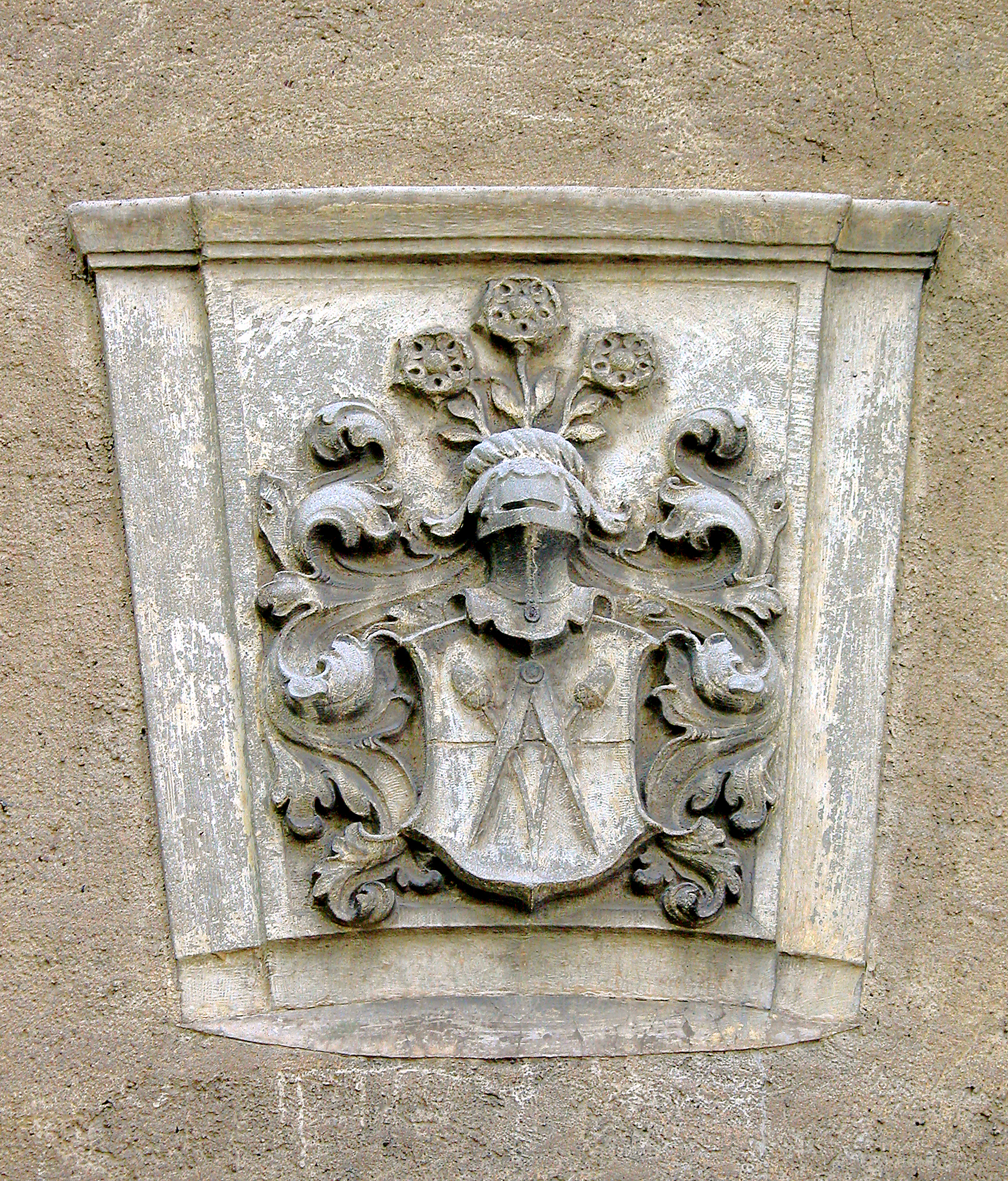
Familienwappen am Rittergut Kobershain

Carl August aus dem Winckel (* 4. März 1709; † 29. Oktober 1776 in Eilenburg) war ein kursächsischer Amtshauptmann, Geheimer Kriegsrat, Geheimer Rat und Besitzer des Rittergutes Kobershain.

## Leben
Er stammte aus dem Adelsgeschlecht aus dem Winckel und war ein Vertreter der von 1527 bis Mitte des 19. Jahrhunderts existierenden Linie zu Schierau. Sein Vater war der sachsen-merseburgische Kammerjunker Ernst Dietrich aus dem Winckel (1679–1750), der am 14. Juli 1739 mit dem Rittergut Schierau im Amt Bitterfeld mitbelehnt wurde. Der Kreishauptmann Christian Wilhelm aus dem Winckel war sein jüngerer Bruder.
Von den zahlreichen Besitzungen der Familie aus dem Winckel übernahm er durch innerfamiliäre Rezesse das Rittergut Kobershain. Er war zunächst Amtshauptmann und dann am sächsischen Hof zum Geheimen Kriegsrat aufgestiegen. Im April 1756 erfolgte seine Ernennung zum Geheimen Rat.
Kurz vor seinem Tod erbte er 1776 das Rittergut Möst seines kinderlos verstorbenen Bruders Christian Wilhelm und starb wenig selbst wenig später und ohne Hinterlassung von Kindern. Sein Lehnsbesitz fiel an seine vier Vettern und sein Allodialbesitz an Charlotte Christiane von Bülow geborene von Zweymen auf Beyernaumburg.